# La ley de Lidia Poët
La ley de Lidia Poët (título original en italiano: La legge di Lidia Poët) es una serie de televisión italiana de drama criminal histórico creada por Guido Iuculano y Davide Orsini, dirigida por Letizia Lamartire y Matteo Rovere y basada libremente en la vida de Lidia Poët, la primera abogada moderna de Italia. La primera temporada se estrenó en Netflix el 15 de febrero de 2023 y la segunda el 30 de octubre de 2024.

## Sinopsis
Turín (Italia), 9 de noviembre de 1883. Una sentencia del Tribunal de Apelación declara ilegal la inscripción de Lidia Poët en el registro profesional de abogados, impidiéndole así ejercer la abogacía por el mero hecho de ser mujer. Sin dinero pero llena de orgullo, Lidia encuentra trabajo en el bufete de abogados de su hermano Enrico, mientras prepara el recurso de apelación para anular las conclusiones del Tribunal.

## Reparto

### Principales
- Lidia Poët (temporadas 1-2), interpretada por Matilda De Angelis. Una joven Licenciada en Derecho y emancipada a la que se le retira la inscripción en el registro del colegio de abogados y por tanto su licencia para ejercer como abogada.
- Jacopo Barberis (temporadas 1-2), interpretado por Eduardo Scarpetta. Hermano de la esposa de Enrico y periodista de la Gazzetta Piemontese, ayudará a Lidia en sus investigaciones.
- Enrico Poët (temporadas 1-2) interpretado por Pier Luigi Pasino. Hermano de Lidia y también abogado.
- Marianna Poët (temporadas 1-2), interpretado por Sinéad Thornhill. Hija de Enrico y Teresa, de espíritu parecido al de su tía Lidia por quien siente mucha simpatía.
- Teresa Barberis (temporadas 1-2), interpretado por Sara Lazzaro. Hermana de Jacopo y esposa de Enrico, con ideas muy diferentes a las de Lidia.
- Andrea Caracciolo (temporadas 1-2), interpretado por Dario Aita. Amigo y amante de Lidia.
- Fiscal Pierluigi Fourneau (temporada 2), interpretado por Gianmarco Saurino. El nuevo amor de Lidia.

### Secundarios
- Albertina (temporadas 1-2), interpretado por Alessia Spinelli. Ama de llaves de los Poëts.
- Giudice Genovesi (temporadas 1-2), interpretado por Aldo Ottobrino.
- Procurador del Rey (temporada 1), interpretado por Francesco Biscione.
- Attila Brusaferro (temporadas 1-2), interpretado por Jacopo Crovella. Colega de Jacopo Barberia en la la Gazzetta Piemontese.
- Nicole (temporada 1), interpretado por Camille Dugay.
- Padre de Lidia (temporada 1), interpretado por Alessandro Federico.
- Madre de Lidia (temporada 1), interpretado por Olga Rossi.
- Lidia a los 8 años (temporada 1), interpretado por Mia McGovern Zaini.
- Forense (temporadas 1-2), interpretado por Matteo De Mojana.
- Lorenzo Manera (temporadas 1-2), interpretado por Sebastiano Fumagalli. El novio de Marianna Poët.
- Guardia de la cárcel (temporada 1), interpretado por Fabrizio Odetto.
- Maya Cristallo (temporada 1), interpretado por Roberta Mengozzi.
- Filippo Cravero (temporada 2), interpretado por Paolo Briguglia. Un senador que apoya las ideas de Lidia.
- Anna Cravero (temporada 2), interpretado por Valentina Cervi. La esposa del senador y amiga de Lidia.
- Antonio Juvarra (temporada 2), interpretado por Mario Pirrello. El director del Banco di Torino.
- Paolo Marchisio (temporada 2), interpretado por Francesco Cavallo. El nuevo novio de Marianna Poët.
- Mario Garrone (temporada 2), interpretado por Francesco Ferdinandi. El asesino contratado por los conspiradores.
- Cesare Brusaferro (temporada 2), interpretado por Andrea Palma. El hermano de Atila que colabora con Jacopo.
- Duque Alfonso Marchisio (temporada 2), interpretado por Andrea Bruschi. El padre de Paolo.
- Maria Vittoria Marchisio (temporada 2), interpretado por Magdalena Grochowska. La esposa del duque y la madre de Paolo.

## Episodios
| Temporada | Temporada | Episodios | Emisión original      |
| --------- | --------- | --------- | --------------------- |
|           | 1         | 6         | 15 de febrero de 2023 |
|           | 2         | 6         | 30 de octubre de 2024 |

## Producción
La serie está producida por Matteo Rovere para Groenlandia con el apoyo de Film Commission Torino Piemonte y el patrocinio de la ciudad de Turín. Tras el éxito de las dos primeras temporadas, en diciembre de 2024 se confirmó que la serie había sido renovada para una tercera temporada.
La serie se rodó íntegramente en Turín. Las numerosas escenas ambientadas en el interior de la corte se crearon en la antigua Curia Máxima de la via Corte d'Appello, un lugar normalmente inaccesible y disponible exclusivamente para la serie. El Palacio Falletti di Barolo también se utilizó para algunas salas de audiencias, mientras que el Palacio de los Caballeros y la Iglesia de Santa Pelagia se convirtieron respectivamente en la redacción de la Gazzetta Piemontese y en la morgue de la Facultad de Medicina.
También se rodaron numerosas escenas en la prisión de Le Nuove, así como en varias plazas y calles del centro de la ciudad, incluida la céntrica Piazza Cavour. Los interiores de la Villa Barberis, la casa de la familia Poët, corresponden en realidad a los de la Villa San Lorenzo de Racconigi. La antigua fábrica de lana Bona, en el municipio de Carignano, se convirtió en la serie en una fábrica de chocolate, mientras que el Teatro Alfieri de Asti se transformó, por necesidades narrativas, en el Teatro Regio de Turín. También se rodaron escenas en el Castillo y la Certosa de Collegno, el Museo del Ferrocarril Piamontés de Savigliano, la Basílica de Superga y varias vistas del Borgo Cornalese en Villastellone.
En la segunda temporada también encontramos el Palazzo Carignano como exterior del tribunal, la Piazza Cavour donde se encuentra el exterior de la casa de Lidia, el Palazzo Cisterna como sede de la Fiscalía, Villa Bona como la casa de Barberia, Villa Rognon como casa del senador Cravero además del castillo ducal de Agliè y Villa Malfatti en San Giorgio Canavese.

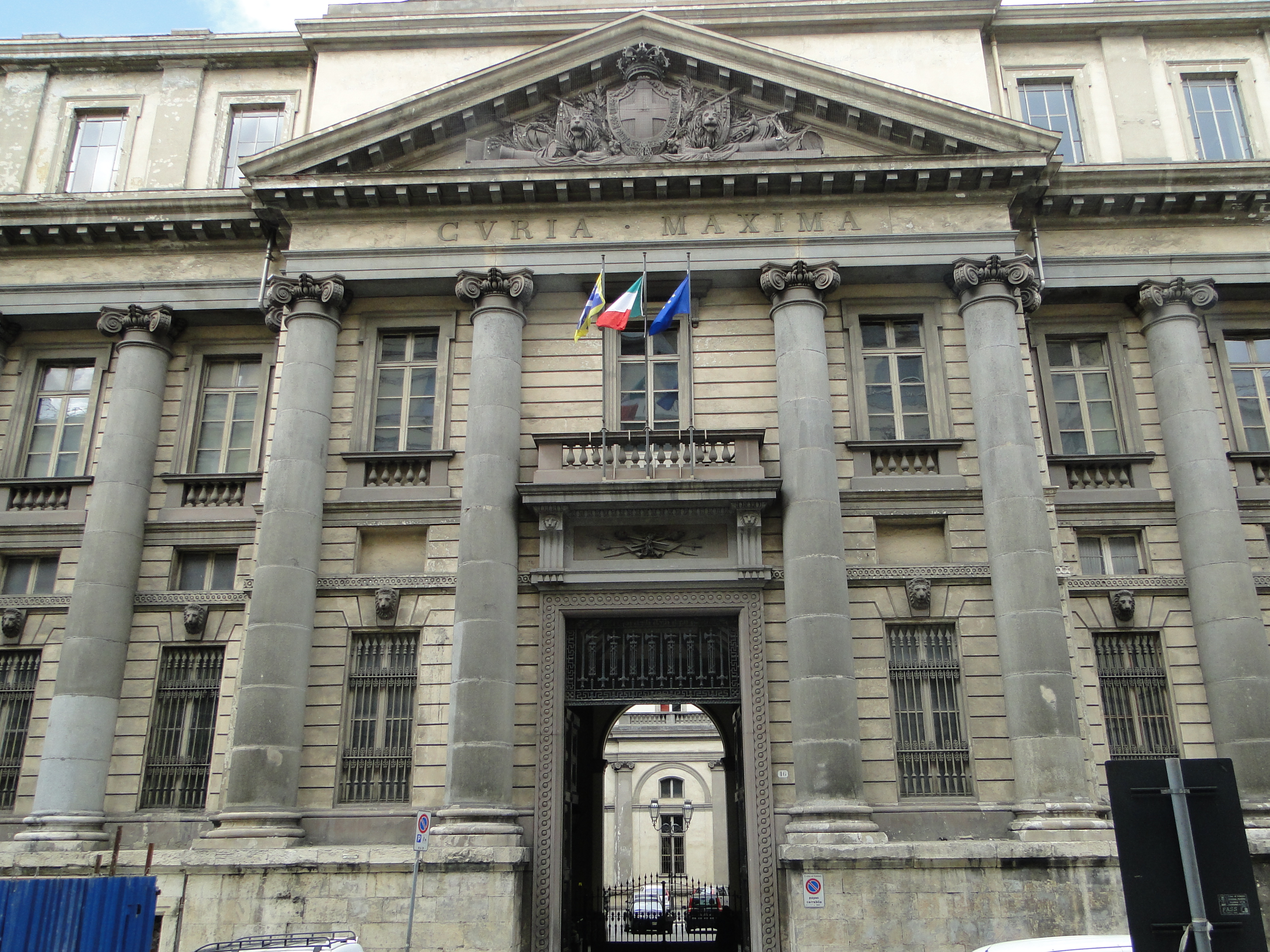
Palacio del Senado de Saboya en Turín
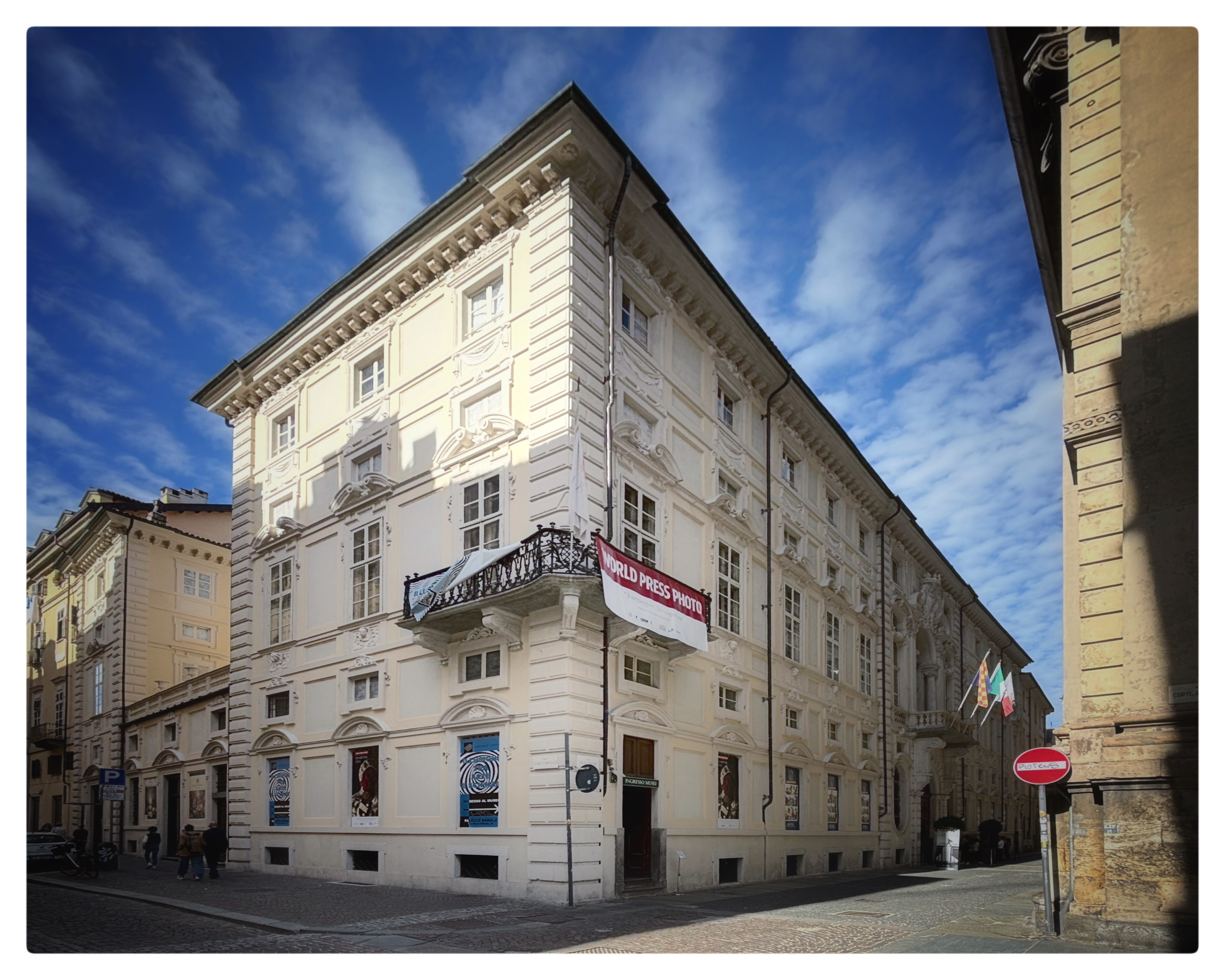
Palacio Barolo
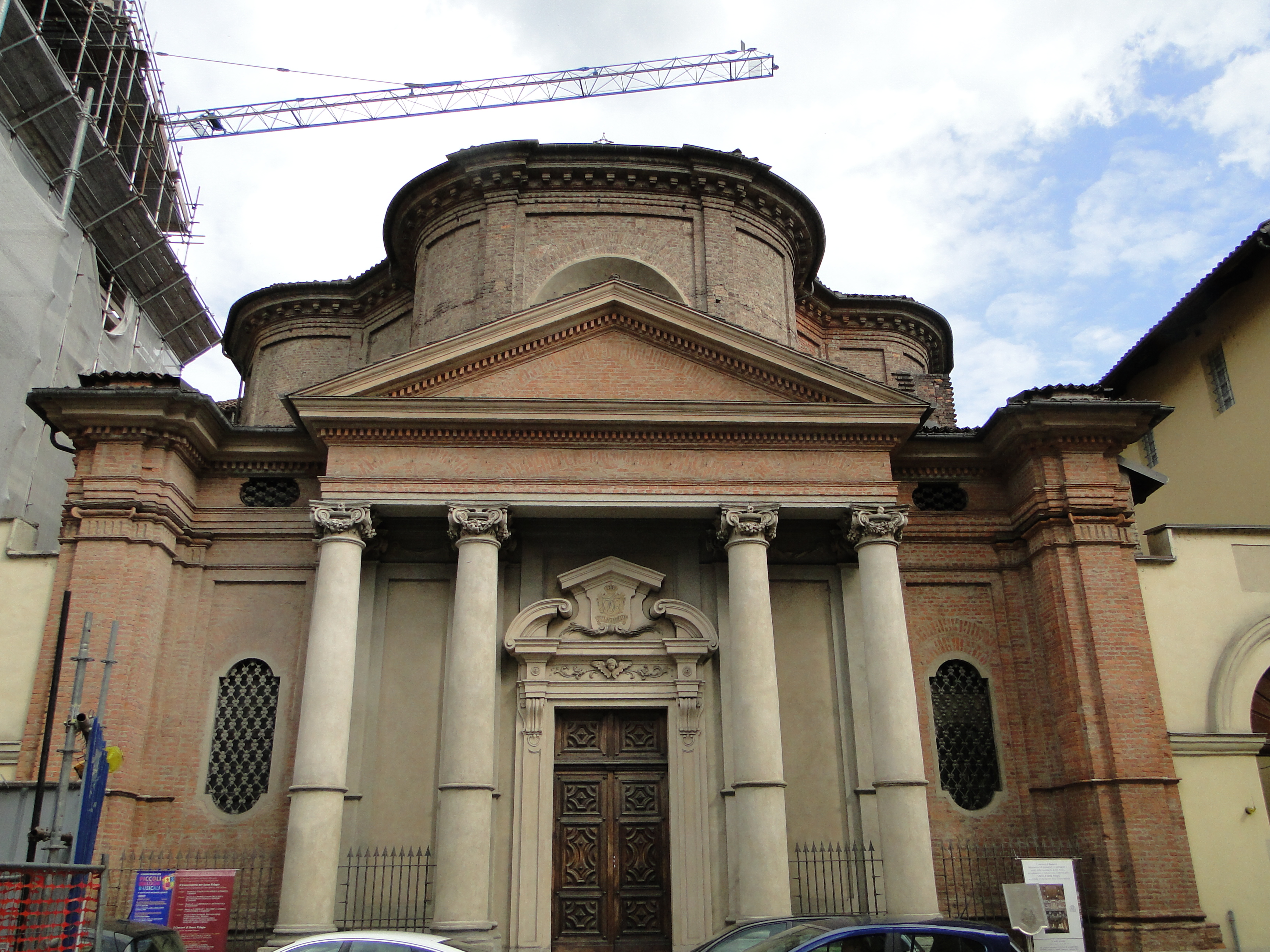
Iglesia de Santa Pelagia
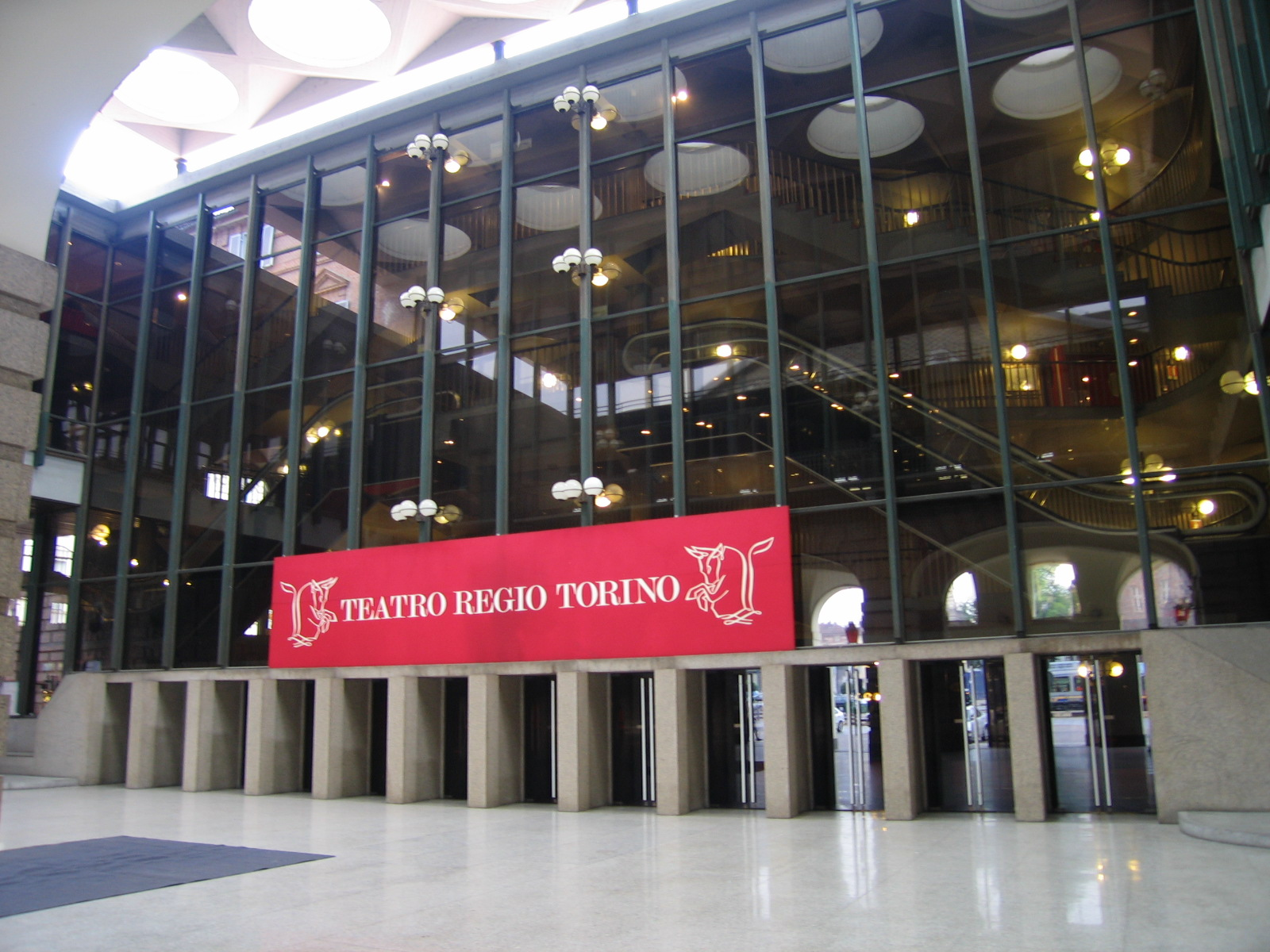
Teatro Regio
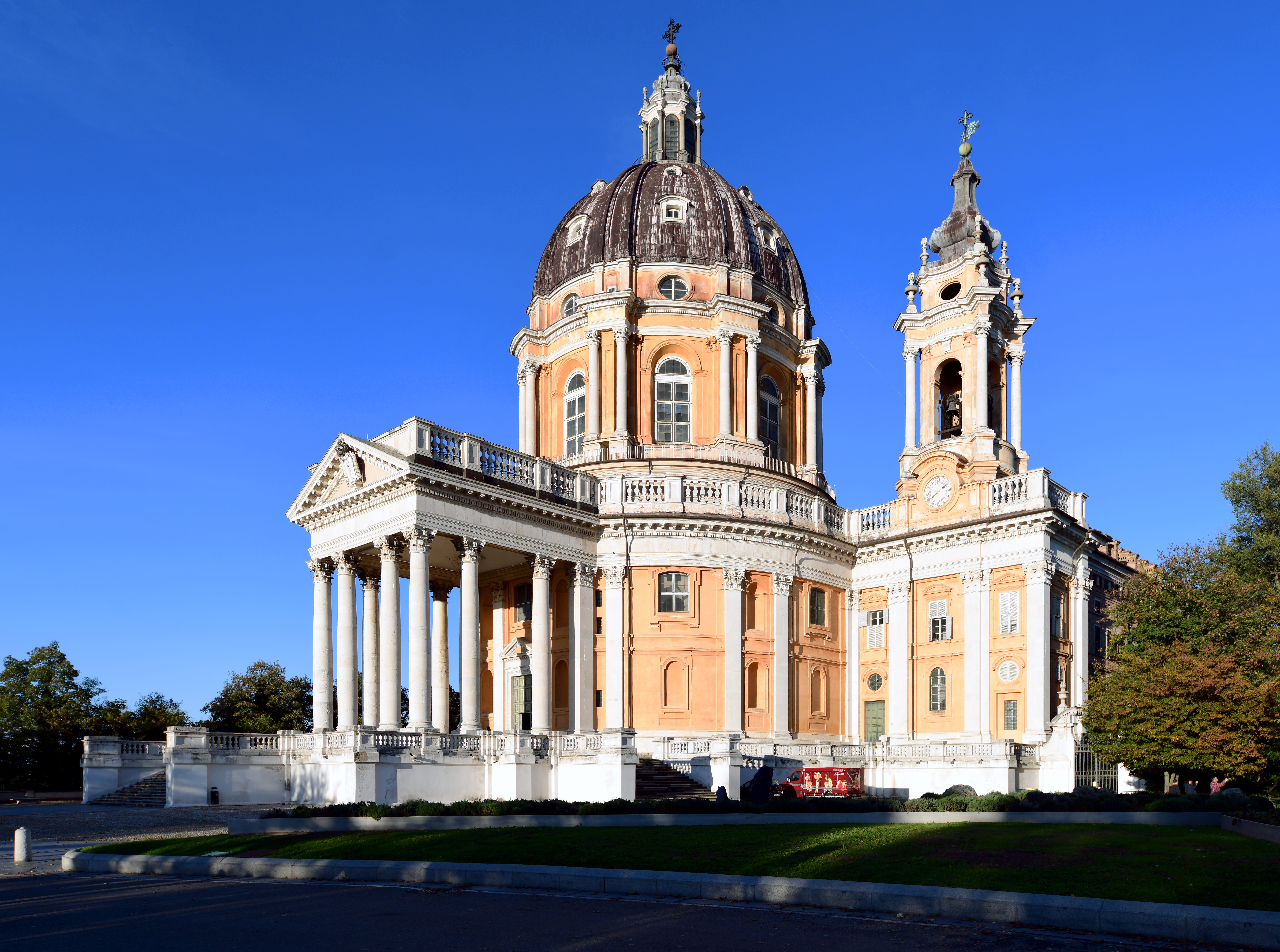
Basílica de Superga
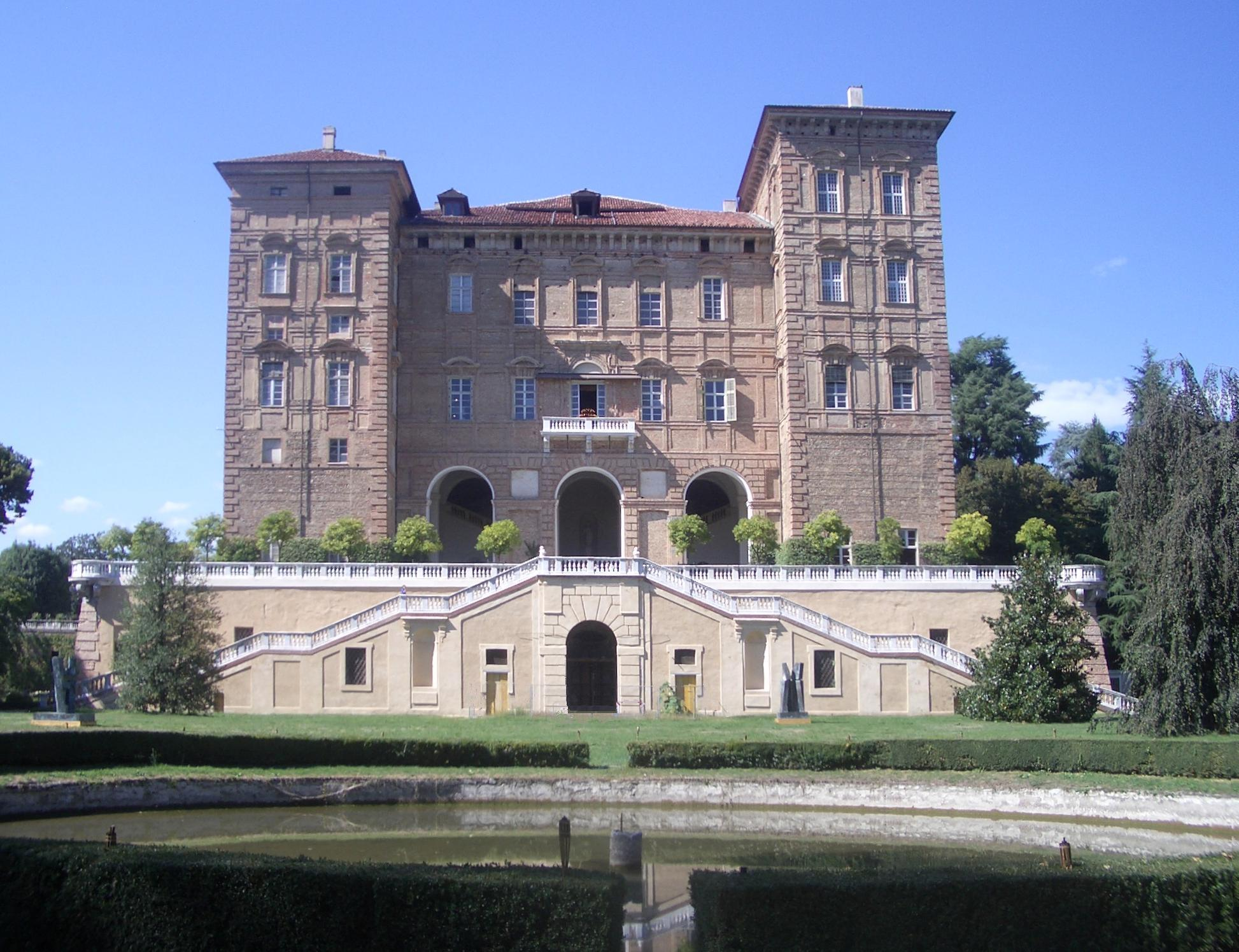
Castillo de Agliè

## Estreno
La primera temporada se estrenó en Netflix el 15 de febrero de 2023. En junio de 2023, Netflix confirmó que la serie había sido renovada para una segunda temporada, que consta de seis episodios y se estrenó el 30 de octubre de 2024. En diciembre de 2024, Netflix confirmó que la serie había sido renovada para una tercera temporada.

## Recepción
La serie tuvo 85 millones de horas de visualizaciones en los primeros seis meses de 2023. El éxito se debe en gran medida a la forma en que la serie aborda el tema de la lucha por la independencia femenina y combina lo mejor de una ficción policíaca, con su dosis de misterio, con una lucha enardecida por la justicia.
Sin embargo, la nieta y la bisnieta de la abogada criticaron la serie, entre otros argumentos, por la ofuscación de su origen valdense, por la sexualización de la protagonista, por el uso de expresiones vulgares y por reducir el contexto histórico en que se desarrollaron los hechos.
En el sitio web agregador de reseñas Rotten Tomatoes, la serie tiene una calificación de aprobación de la crítica del 100% basada en 5 reseñas.

## Premios y nominaciones
| Año  | Premios                          | Categoría                        | Nominado             | Resultado | Ref.   |
| ---- | -------------------------------- | -------------------------------- | -------------------- | --------- | ------ |
| 2025 | Premios de la Crítica Televisiva | Mejor serie en lengua extranjera | La ley de Lidia Poët | Nominada  | [ 22 ] |
| 2023 | Nastro d'argento                 | Mejor serie policial             | La ley de Lidia Poët | Ganadora  | [ 23 ] |
| 2023 | Nastro d'argento                 | Mejor Actriz                     | Matilda De Angelis   | Nominada  | [ 23 ] |